# Rocknest
Rocknest (pl. Skalne gniazdo) −  miejsce w kraterze Gale, na powierzchni planety Mars, które zostało wybrane do lokalizacji pierwszego użycia czerpaka łopatki urządzenia CHIMRA, urządzenia zamontowanego jako jednego z pięciu instrumentów, na rewolwerowej wieżyczce znajdującej się na końcu robotycznego wysięgnika należącego do NASA łazika Curiosity. Przedstawiony na zdjęciu widok miejsca Rocknest jest mozaiką zdjęć wykonanych przez jedną z dwóch (prawą) kamer masztowych ang. (Mastcam) podczas 52 dnia misji łazika Curiosity na Marsie, albo w Sol 52, lub w dniu 28 września 2012. Cztery sol wcześniej łazik przybył do Rocknest po opuszczeniu Bradbury Landing. Wydmowa łacha z grupą ciemnych skał ma wymiary 1,5 m na 5 m.
Zespół łazika Curiosity wybrał Rocknest, jako miejsce pierwszego czerpania piasku, ponieważ piasek w tym miejscu składa się z drobnych cząstek i nadaje się do szorowania wewnętrznych powierzchni komór urządzenia CHIMRA. Marsjański piasek wibrując wewnątrz komór usuwał resztki pozostałości z Ziemi.

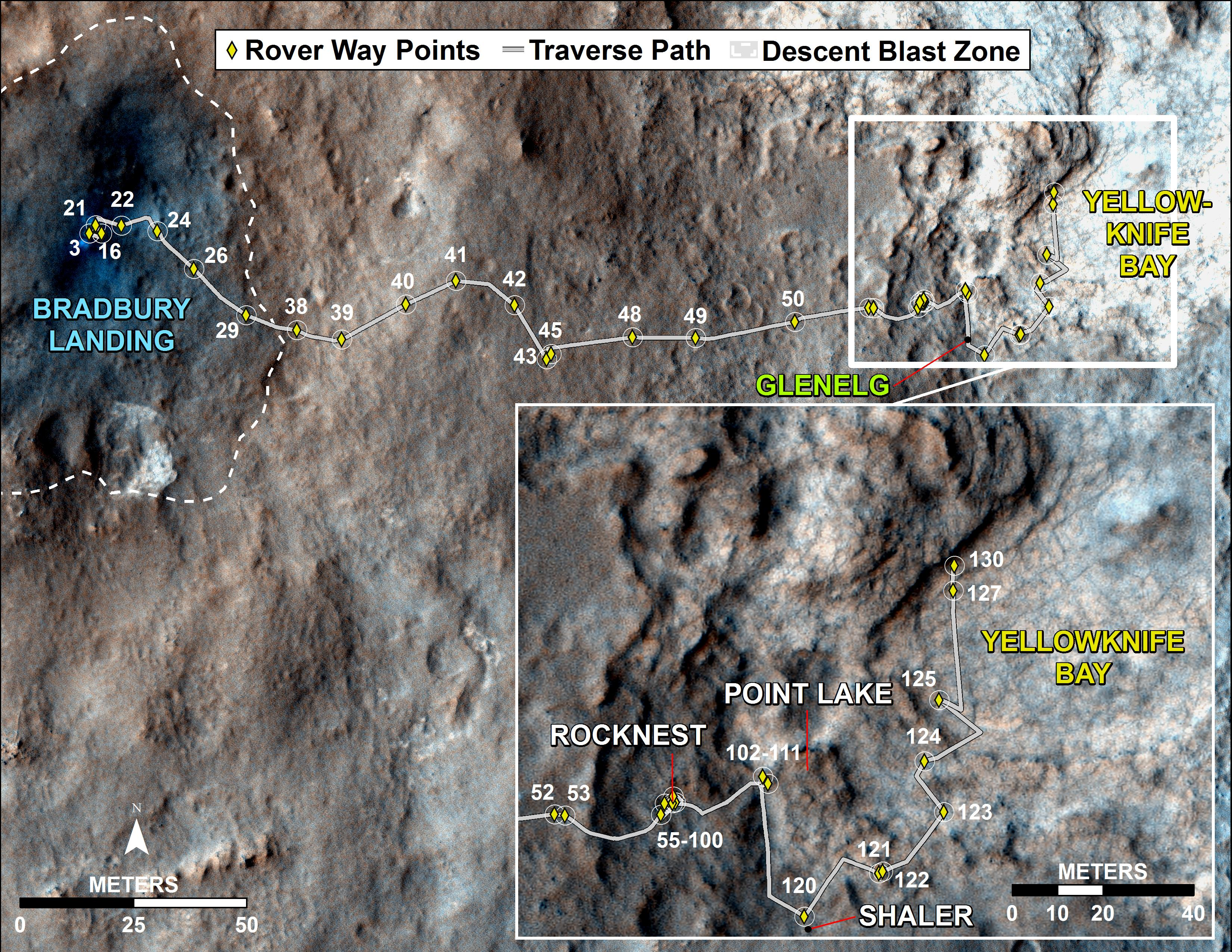
Położenie miejsca Rocknest na Marsie
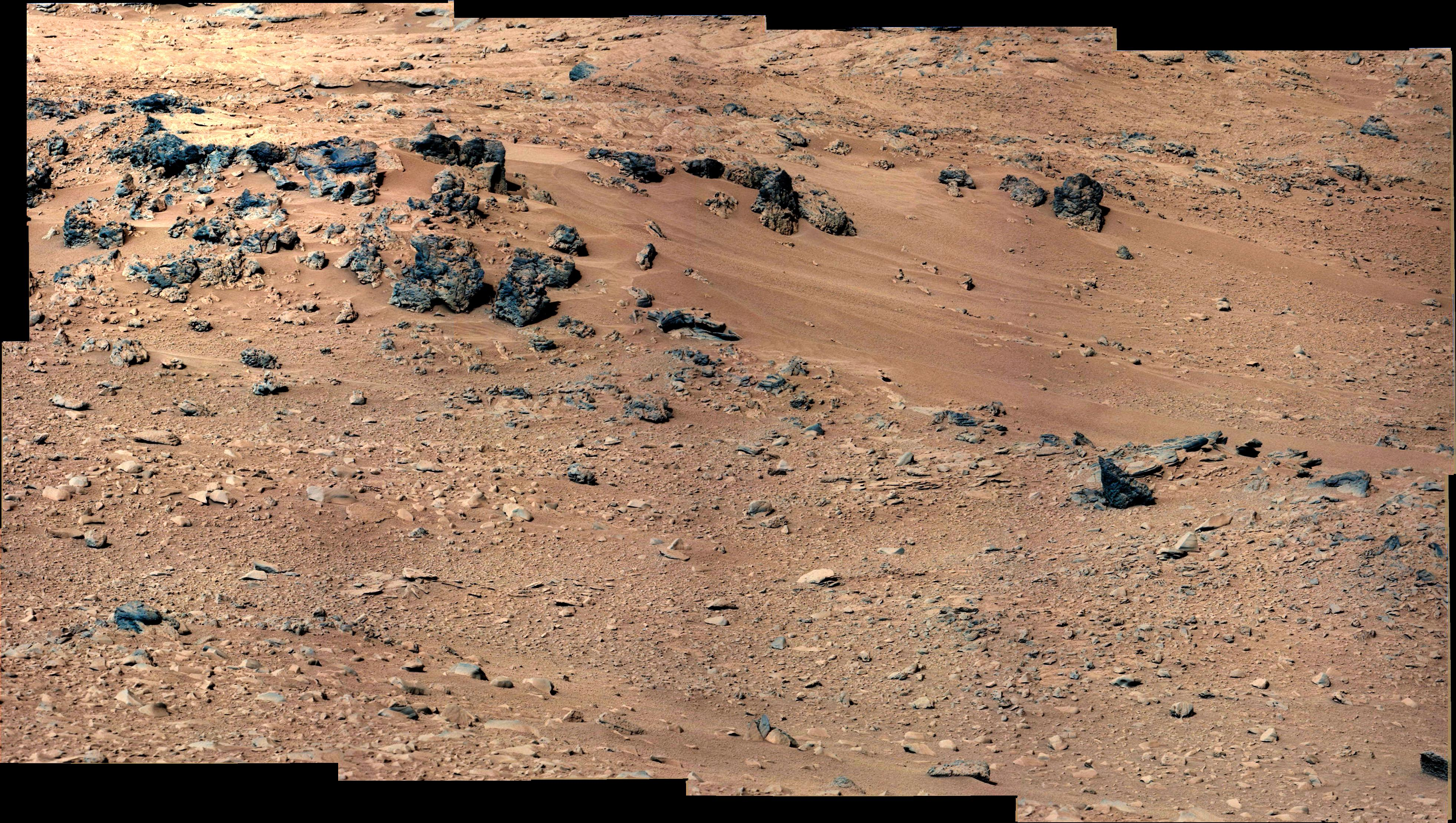
Rocknest − miejsce na Marsie
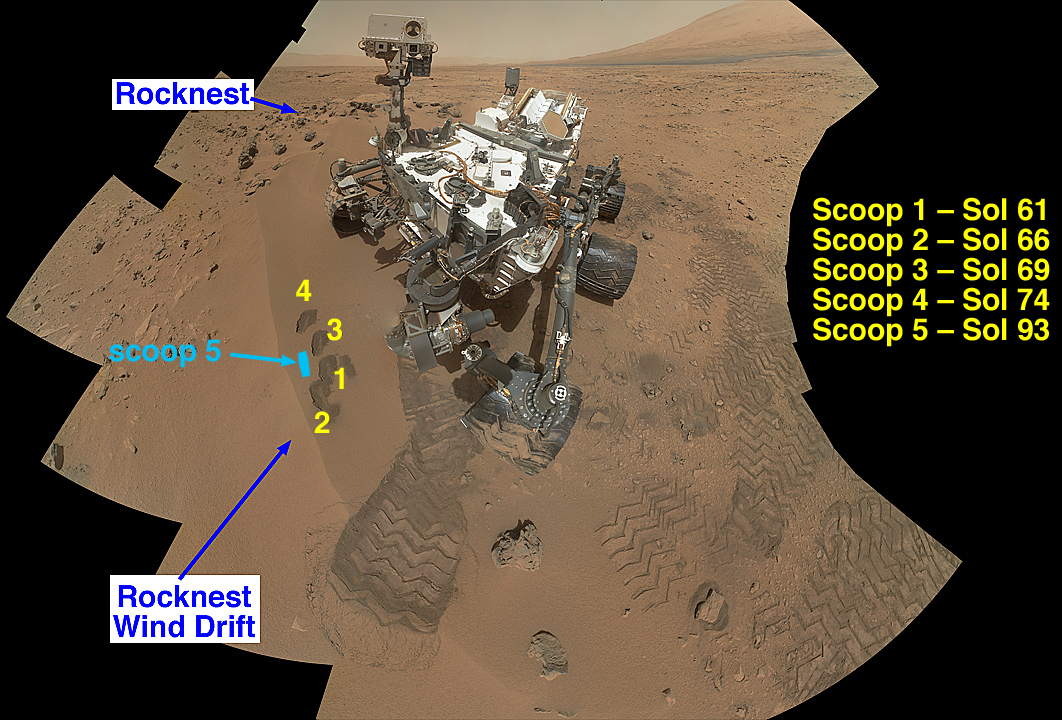
Łazik Curiosity, Rocknest i góra Aeolis Mons w tle
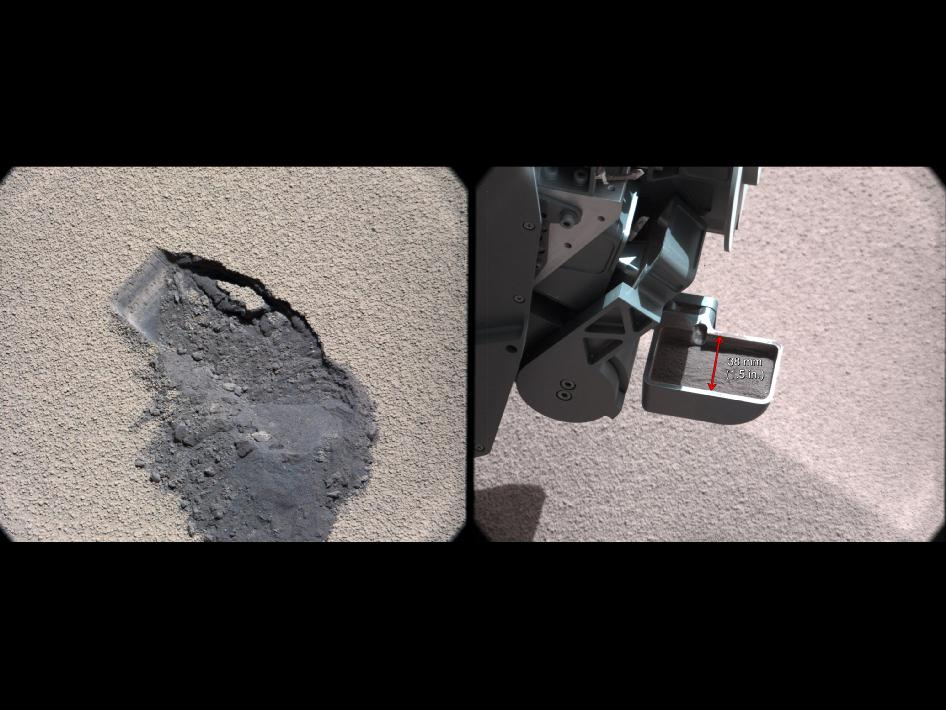
Miejsce, z którego łazik Curiosity zgarnął trochę piasku (z lewej), łopatka/czerpak urządzenia CHIMRA (z prawej)